# 米洛斯拉夫·霍扎瓦
米洛斯拉夫·霍扎瓦（捷克語：Miloslav Hořava，1961年8月14日—），捷克男子冰球运动员。他曾代表捷克斯洛伐克、捷克参加1984年、1988年、1992年和1994年冬季奥林匹克运动会冰球比赛，获得一枚银牌和一枚铜牌。